# Plamen Petrov
Plamen Petrov (in bulgaro Пламен Петров?; Gradešnica, 31 luglio 1966) è un ex cestista bulgaro.

## Carriera
Con la Bulgaria ha disputato i Campionati europei del 1991.